# Fulgenzio Valesi
Fulgenzio Valesi (auch Fulgencio und Fulgentio Valesi Parmegiano; * um 1565 in Parma; † nach 1614) war ein italienischer Komponist.

## Leben
Fulgenzio Valesi war von 1593 bis 1600 Zisterziensermönch am Konvent von Santa Croce in Gerusalemme in Rom. Sein Name erscheint in Dokumenten im Rahmen der Veröffentlichung des Graduale Romanum, das gemäß den Vorgaben des Tridentiner Konzils überarbeitet wurde. Hier war er wohl mit anderen verantwortlich für die Durchsicht der Texte und ihre korrekte liturgische Anwendung. Im Jahr 1600 verließ er Rom. Vermutlich war er ab 1608 in Mailand, da ab dieser Zeit Werke aus seiner Feder in Mailänder Musiksammlungen erschienen und er hier 1611 sein Opus 2 drucken ließ.

## Werke (Auswahl)
- Il primo libro di Napolitane a tre voci, gedruckt bei Giacomo Vincenzo in Venedig 1587[3]
- Vias tuas a 2 und Alta immensa a 4. Beide Werke sind in einer Sammlung von Francesco Lucino enthalten, die 1608 von Simon Tini und Filippo Lomazzo in Mailand herausgegeben und gedruckt wurde.[2]
- Canoni di piú sorti fatti sopra doi canti fermi del primo tuono für drei bis sechs Stimmen, Mailand, 1611[4]
- Canone a 4. Das Werk ist in Cartella musicale nel canto figurato fermo e contrapunto von Adriano Banchieri enthalten und wurde 1614 in Venedig gedruckt.[2] (Digitalisat)